# Polský koridor

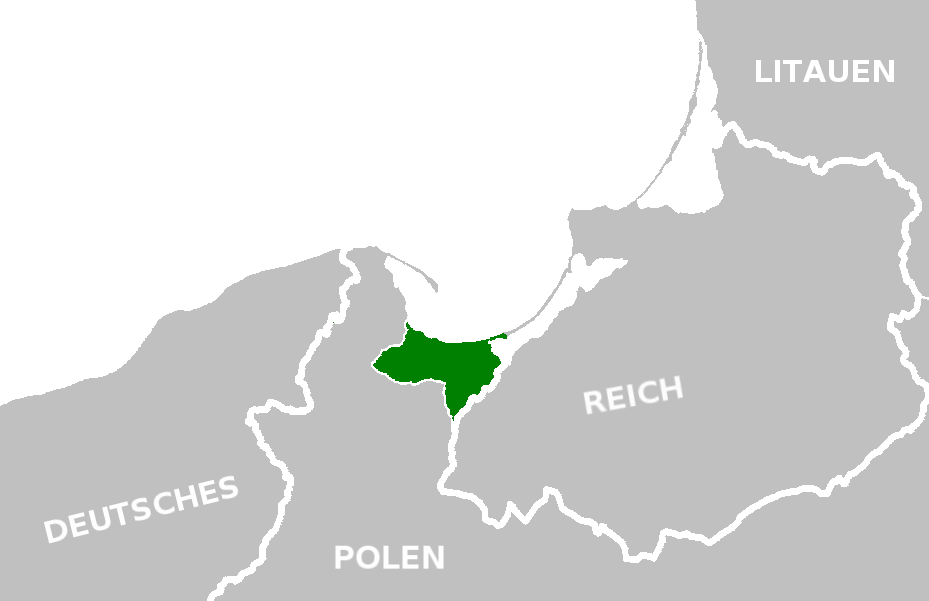
Svobodné město Gdaňsk (zeleně) na mapě polského Pomoří

Polský koridor (německy Polnischer Korridor; polsky Pomorze, Korytarz polski), také zmiňovaný jako Gdaňský koridor či jen Koridor, je území v Pomoří (Pomořské vojvodství, východní Pomoří, dříve součást Západního Pruska), které bylo předáno po první světové válce Polsku, aby získalo přístup k Baltu. Tím bylo odděleno Východní Prusko od zbytku Německa.

## Terminologie
Podle německého historika Boockmanna, pojem Korridor použili poprvé polští politici, zatímco polský historik Lukomski napsal, že termín je spojen s německou nacionální propagandou dvacátých let.;
anglicky byl termín použit již v březnu 1919 a bez ohledu na původ, stal se v angličtině široce užívaným.